# Ringstaartmaki
De ringstaartmaki (Lemur catta) is een relatief grote maki en de enige soort van het geslacht Lemur, al werden de vari's (Varecia) en echte maki's (Eulemur) lange tijd ook tot dit geslacht gerekend. De ringstaartmaki wordt in veel dierentuinen gehouden. De wetenschappelijke naam werd in 1758 door Carl Linnaeus gepubliceerd in de tiende editie van Systema naturae.

## Beschrijving
De vacht is grijsbruin van kleur. De kop, onderzijde, handen en de binnenzijde van de ledematen zijn wit. De kop, het gebied rond de ogen en de snuit zijn zwart. Deze gezichtstekening benadrukt de gezichtsuitdrukkingen. De lange pluimstaart heeft veertien witte ringen, afgewisseld met zwarte ringen. De ogen zijn goudgeel van kleur. De huid is zwart. Mannetjes verschillen van vrouwtjes door een kortere snuit en bredere schouders.
De achterpoten zijn langer dan de voorpoten. Ook de voeten zijn lang. Beide handen en voeten hebben vijf vingers en tenen. De duim is opponeerbaar, en alle vingers en tenen, met uitzondering van de tweede teen, hebben nagels. De tweede teen heeft een "kamklauw". Met deze kamklauw kan de ringstaartmaki luizen verwijderen, zowel bij zichzelf als bij andere maki's.
De ringstaartmaki weegt gemiddeld twee kilogram. Hij wordt 39 tot 46 centimeter lang. De staart wordt net zo lang als de rest van het lichaam.

## Voedsel en leefgebied
Ringstaartmaki's leven in de tropische en droge xerofiele bossen van het zuiden en zuidwesten van Madagaskar. Hier groeien aan de droogte aangepaste planten, als succulenten en bomen met dikke stammen. De meeste planten hebben stekels. Andere maki's uit deze streek zijn onder andere de zwartkopmaki (Eulemur fulvus), de Verreauxsifaka (Propithecus verreauxi) en de grote wezelmaki (Lepilemur mustelinus).
Ze eten 's ochtends en 's middags en zijn voornamelijk vruchteneters. Hij leeft van de vruchten, bessen, bladeren, bloemen, bast en sap van 24 tot 30 verschillende plantensoorten, voornamelijk bomen, struiken en kleine heesters. Ook schijfcactussen en andere succulenten staan op zijn dieet, evenals kruiden.
Zijn favoriete plant is de tamarinde (Tamarindus indica). De vruchten en bladeren van deze boom vormen ongeveer een kwart van zijn totale dieet. De zaden van de tamarinde worden verspreid met de uitwerpselen van de ringstaartmaki's, die de zaden niet kunnen verteren. Behalve in bomen zoekt de ringstaartmaki ook op de grond naar voedsel. In bomen zoekt hij het liefst in de toppen naar voedsel.
's Ochtends drinkt de ringstaartmaki dauw, waarbij hij zijn handen nat maakt, en ze daarna aflikt. Ook drinkt hij regenwater uit boomholten en plassen. Het meeste vocht krijgt de ringstaartmaki binnen met zijn voedsel.
De belangrijkste natuurlijke vijanden zijn de fossa of fretkat (Cryptoprocta ferox), de Madagaskarmangoesten en grote roofvogels.

## Gedrag

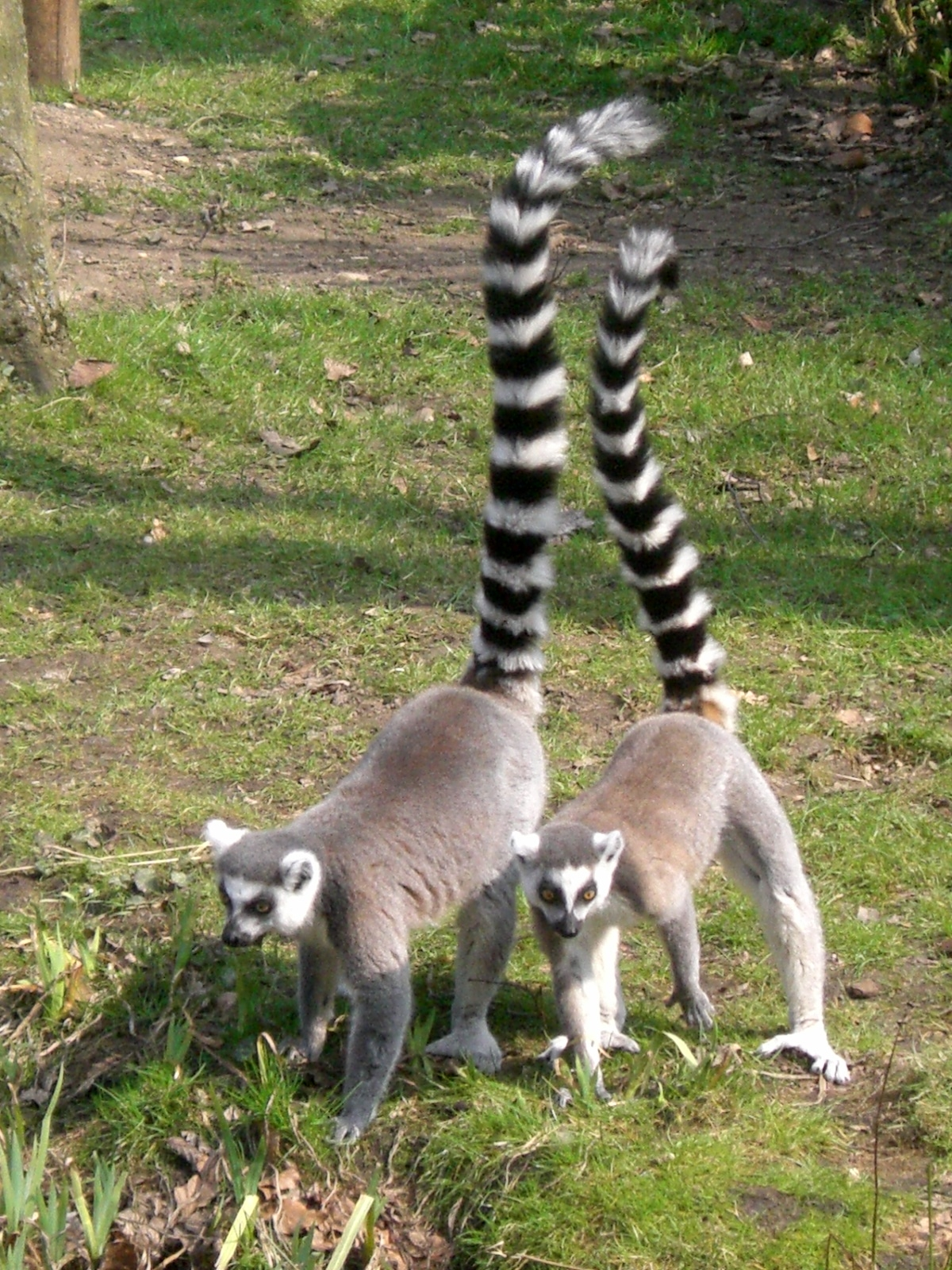
Ringstaartmaki's

Ringstaartmaki's zijn zeer sociale dieren, die regelmatig elkaars gezelschap zoeken. Ze leven in groepen van 5 tot 30 dieren. Deze groepen houden zich op binnen een territorium. De grootte van het territorium is afhankelijk van de grootte van de groep.
Het territorium wordt door alle volwassen leden van de groep gemarkeerd met stoffen uit geurklieren, die zich in de onderarmen, de anusstreek en op het scrotum bevinden, en bij mannetjes ook op de polsen. Ook wordt er urine en uitwerpselen gebruikt. Niet alleen de grenzen, maar het gehele gebied wordt gemarkeerd: voornamelijk boomstammen en takken, maar ook bladeren en twijgjes. Met de anale klieren en de scrotumklier brengen de dieren geslachtsmarkeringen aan, waarmee ze hun paarbereidheid en dominantie aangeven.
Binnen een groep is een dominant vrouwtje de baas. Samen met haar jongen en een of meerdere dominante mannetjes vormt zij de kerngroep. De kerngroep mag als eerste eten en gaat voorop bij tochten door het territorium. Buiten de kerngroep staan de niet-dominante mannetjes, ondergeschikte vrouwtjes met hun jongen en juveniele ringstaartmaki's.
Ringstaartmaki's kennen een groot aantal signalen. Met zowel geluiden, geuren als lichaamstaal communiceren ze met andere groepsleden. Zo grommen de dieren bij plotseling gevaar, en fluiten de dieren bij ruzie. Deze geluiden gaan meestal gepaard met gezichtsuitdrukkingen. Ook communiceren de dieren met de staarthouding.
Ringstaartmaki's zijn overdag actief. Tussen de middag houdt de groep een dagelijkse, gezamenlijke rustpauze. Hierbij gaan de dieren op de grond en in bomen zitten, met de armen gespreid richting de zon.
Ze brengen een groot gedeelte van hun leven in de bomen door, maar ook op de grond zijn ze geregeld te vinden. De ringstaartmaki kan op twee poten lopen, maar hij loopt veel vaker op alle vier de poten. Als de ringstaartmaki op vier poten loopt, houdt hij de staart recht omhoog.
Ringstaartmaki's zoeken in bomen naar voedsel. Hij kan van boom naar boom springen, en daarbij sprongen van twee meter maken. Slapen doen ze eveneens in bomen of in grotten.

### Voortplanting
De paartijd duurt van april tot juni. Een vrouwtje is slechts voor een periode van drie tot zeven dagen in oestrus.
In de paartijd houden de mannetjes schijngevechten. Hierbij zitten of staan twee dieren op een afstand van ongeveer drie meter van elkaar. Ze kijken elkaar aan, drukken de oren in de kop en krullen de bovenlip op, waarbij de hoektanden worden ontbloot. De staart wordt tussen de voorpoten vastgehouden. Met de geurklieren op de onderarmen wrijven de mannetjes over hun staart. Hierna gaat het mannetje op vier poten staan, waarbij de staart omhoog gehouden wordt. De geur van de staart waait zo naar de rivaal. Het vrouwtje slaat hierna de winnaar, waarna de paring plaatsvindt.
De jongen worden in augustus en september (soms tot in november) geboren, na een draagtijd van ongeveer 135 dagen. Per worp krijgt de ringstaartmaki over het algemeen slechts één jong, maar twee- en drielingen komen voor. Het geboortegewicht bedraagt 50 tot 70 gram. De ogen zijn al open en de vacht is al bij de geboorte gelijk aan die van de volwassen dieren. Het jong wordt continu verzorgd en overal mee naartoe genomen. Jongen uit de vorige worp blijven in de buurt van hun moeder.
Na de geboorte houdt het jong zich vast aan de buik van de moeder. Na één tot twee weken verhuist hij naar de rug, waar hij blijft totdat hij groot genoeg is om op eigen benen te staan. Als het jong groot genoeg is om op de rug gedragen te worden, neemt het vrouwtje het jong mee naar de groep. De hele groep zorgt voor de jongen, en de jongen worden ook door andere vrouwtjes gedragen. Als de jongen een maand oud zijn, spelen ze met andere jonge maki's, soms ook met oudere groepsleden, en zoekt hij alleen zijn moeder op om te zogen of om gedragen te worden als de groep gaat rondtrekken. De zoogtijd duurt tien weken.
De mannetjes zijn na 29 maanden geslachtsrijp, vrouwtjes na 20 maanden. Na twee jaar zijn ze volgroeid. Een ringstaartmaki wordt gemiddeld tussen de 16 en 19 jaar oud. Het jong blijft tot zijn derde jaar op de rug van de moeder zitten.

## Bedreiging
De ringstaartmaki is redelijk algemeen in het zuiden van Madagaskar waar goed ontwikkeld bos en struikgewas van Euphorbia nog voorkomt. Maar dit leefgebied wordt bedreigd door het afbranden van bossen om plaats te maken voor weidegrond. Verder wordt er nog bos gekapt voor de productie van houtskool en vindt stroperij plaats. Vaak belanden ringstaartmaki's in de illegale handel voor huisdieren. De ringstaartmaki staat daarom als gevoelig op de internationale rode lijst.